# Nuevo León
Nuevo León  jedna je od 31 saveznih država Meksika, smještena u sjeveroistočnom dijelu zemlje. Država se prostire na 64.924 km², u njoj živi 4.420.909 stanovnika (2009), a glavni ujedno i najveći grad je Monterrey.
Nuevo León je okružena saveznom državom Tamaulipas na sjeveru i istoku, San Luis Potosí na jugu, Coahuila  na zapadu, dok na sjeveru graniči s američkom saveznom državnom Teksas. 

## Općine
- Abasolo
- Agualeguas
- Allende
- Anáhuac
- Apodaca
- Aramberri
- Bustamante
- Cadereyta Jiménez
- Carmen
- Cerralvo
- China
- Ciénega de Flores
- Dr. Coss
- Dr. Arroyo
- Dr. González
- Galeana
- García
- Gral. Escobedo
- Gral. Terán
- Gral. Treviño
- Gral. Zaragoza
- Gral. Zuazua
- Gral. Bravo
- Guadalupe
- Hidalgo
- Higueras
- Hualahuises
- Iturbide
- Juárez
- Lampazos de Naranjo
- Linares
- Los Aldamas
- Los Herreras
- Los Ramones
- Marín
- Melchor Ocampo
- Mier y Noriega
- Mina
- Montemorelos
- Monterrey
- Parás
- Pesquería
- Rayones
- Sabinas Hidalgo
- Salinas Victoria
- San Nicolás de los Garza
- San Pedro Garza García
- Santa Catarina
- Santiago
- Vallecillo
- Villaldama